# Nhlambeni
Nhlambeni ist ein Inkhundla (Verwaltungseinheit) in der Region Manzini in Eswatini. Es ist 279 km² groß und hatte 2007 gemäß Volkszählung 12.466 Einwohner.

## Geographie
Das Inkhundla liegt im Südosten der Region Manzini an der MR 9. Im Südosten grenzt es an die Region Lubombo an. Das Inkhundla liegt in einer Ebene, wo die Flüsse Lusushwana, Ngwempisi, Sidokodo und Mkondvo zusammenfließen. Der Wasserreichtum ermöglicht intensiven Bewässerungsfeldbau.

## Gliederung
Das Inkhundla gliedert sich in die Imiphakatsi (Häuptlingsbezirke) Ngonini, Njelu, Masundvwini und Mphankomo.